# MTV (televisiezender)

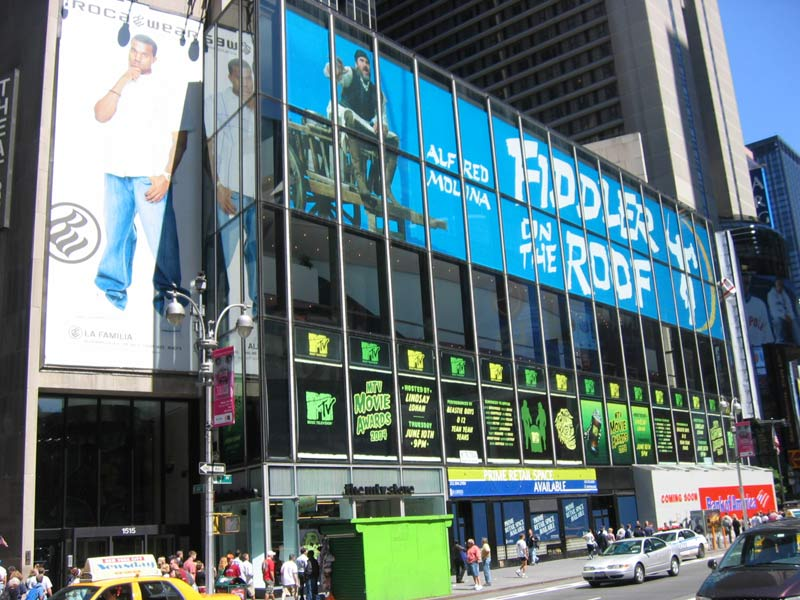
Studio's van MTV in New York

MTV (Oorspronkelijk een afkorting van Music Television) is een televisienetwerk dat in 1981 begon met een revolutionair nieuw concept: het non-stop uitzenden van videoclips. De eerste clip die te zien was, was "Video Killed the Radio Star" van Buggles. Een andere clip die de zender populair heeft gemaakt is "Money for Nothing" van Dire Straits met de zinsnede I want my MTV, gezongen door Sting.
MTV heeft sinds die tijd een niet geringe rol gespeeld voor de westerse cultuur. Zowel op muziek-, mode- als filmografisch gebied was MTV een factor van betekenis. MTV is in het bezit van en wordt beheerd door ViacomCBS Networks International, dat onderdeel is van het mediaconglomeraat ViacomCBS.
Inmiddels beheert MTV-eigenaar ViacomCBS vele muziekstations, waaronder MTV Europe, MTV Germany, MTV Nederland en MTV Vlaanderen. Ook neopets.com is eigendom van MTV.
Naast muziekprogramma's ontstonden er na verloop van tijd aan muziek gerelateerde programma's, zoals Beavis and Butt-head, en realityprogramma's als The Real World, The Hills, The Osbournes, Jackass en Two-A-Days''. Ook de programma's Made, Super Sweet 16, MTV Cribs, From G's to Gents, Crash Canyon en Pimp My Ride zijn een greep uit de vele programma's. MTV is niet langer een muzieknetwerk, maar vooral een netwerk dat de huidige jongerencultuur vormt en in beeld brengt. MTV is ook bekend van grappige filmpjes en reclame. Enkele bekende MTV-filmpjes zijn Deutschland Liebt Günther en de serie Das ist so Togo met als boegbeeld de Duitse Toni Zudenstein.
MTV Staying Alive is een goededoelenorganisatie die door MTV werd opgezet.